# Xysticus himalayaensis
Xysticus himalayaensis är en spindelart som beskrevs av Benoy Krishna Tikader och Biswas 1974. Xysticus himalayaensis ingår i släktet Xysticus och familjen krabbspindlar. Inga underarter finns listade i Catalogue of Life.